# Cerdistus debilis
Cerdistus debilis là một loài ruồi trong họ Asilidae. Cerdistus debilis được Becker miêu tả năm 1923. Loài này phân bố ở vùng Cổ Bắc giới.